# Pointe de Dinan

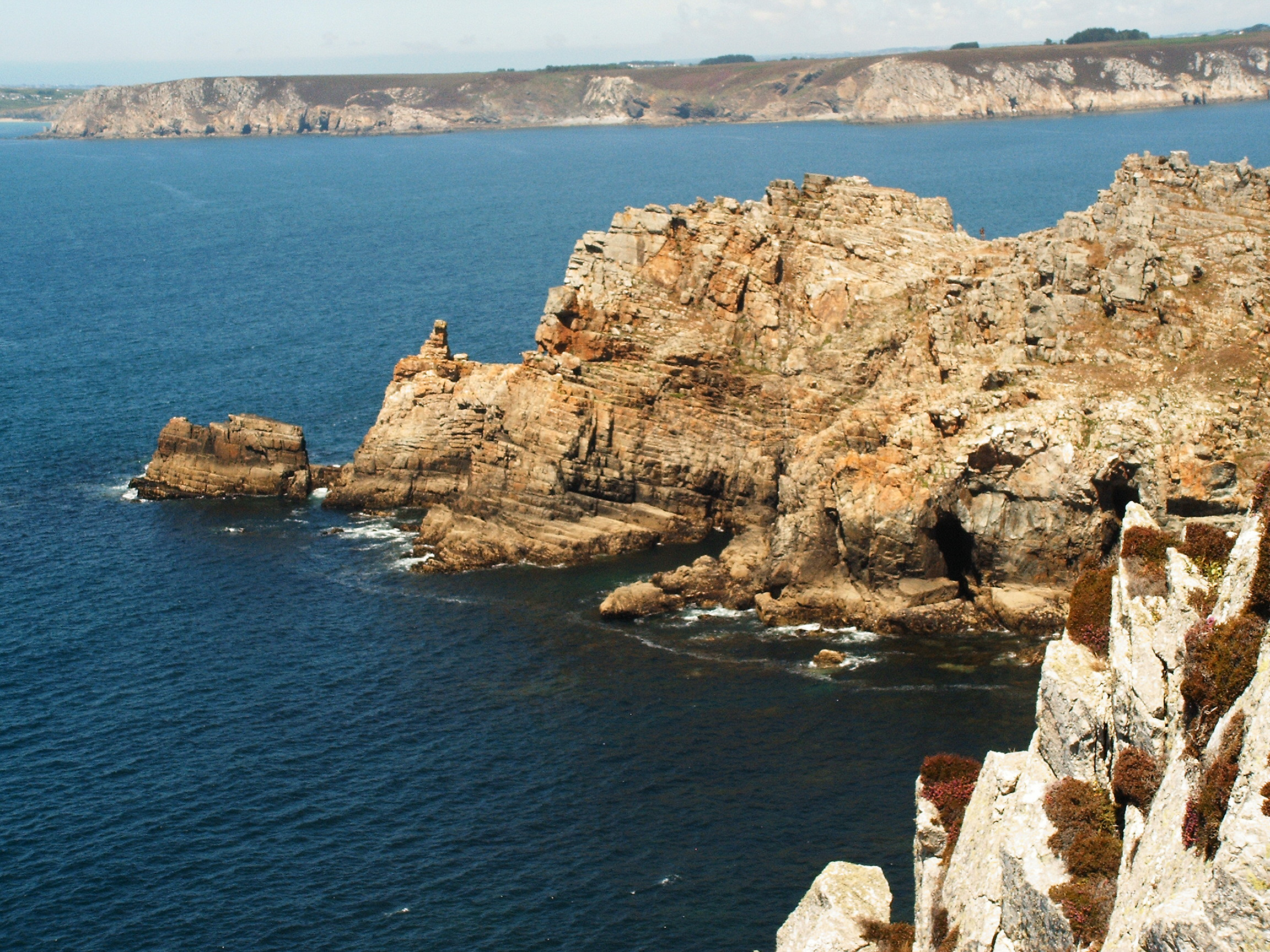
Pointe de Dinan

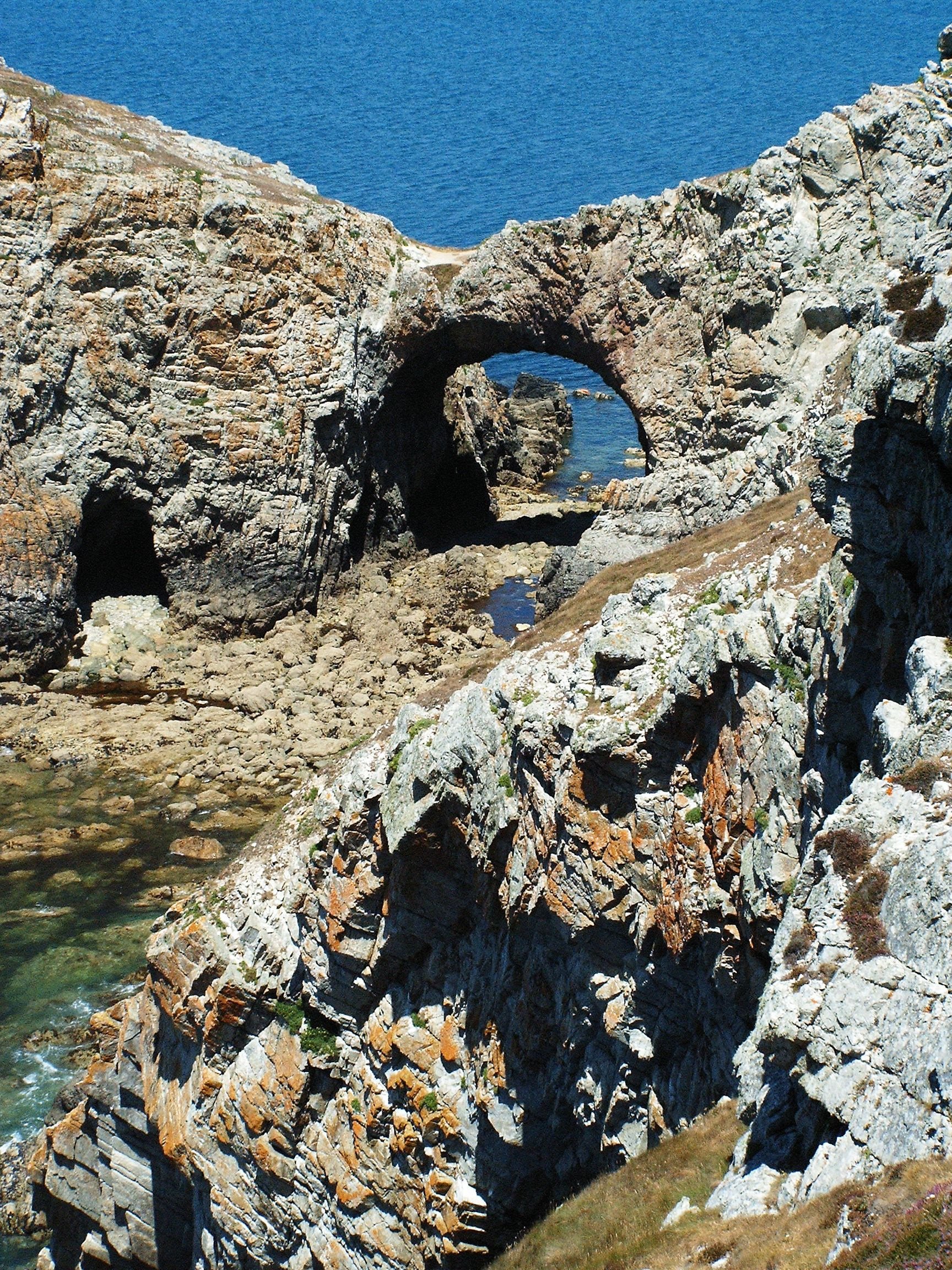
Felsentor am Pointe de Dinan

Die Pointe de Dinan (bret. Beg Din) ist ein Kap auf der Crozon-Halbinsel im Département Finistère in der Bretagne in Frankreich.
Zerklüftete Felsformationen – zum Teil als Felsen- oder Brandungstor durchbrochen – wechseln sich ab mit interessanten Farbspielen im Wasser. Von der Pointe de Dinan können zwei andere Kaps der Halbinsel Crozon (Pointe de Penhir und Cap de la Chèvre) sowie Cap Sizun mit der Pointe du Van gesehen werden.